# Gustaf Sjöberg i Skövde
Gustaf Wilhelm Sjöberg (i riksdagen kallad Sjöberg i Skövde), född 28 januari 1861 i Fröjereds socken, död 17 juli 1927 i Skövde, var en svensk tidningsman och politiker (liberal). 
Gustaf Sjöberg, som var son till en arrendator, var redaktör för Skaraborgs Läns Annonsblad 1896–1905 och för tidningen Billingen 1907–1908. Han var kommunalt aktiv i Skövde, där han också drev ett nykterhetskafé från 1897 och framåt. Han var även verksam i Skövde arbetarförening.
Sjöberg var riksdagsledamot i andra kammaren 1912–1917 för Skaraborgs läns norra valkrets. I riksdagen tillhörde han Frisinnade landsföreningens riksdagsgrupp Liberala samlingspartiet. Han var bland annat suppleant i konstitutionsutskottet 1914–1917. Som riksdagsledamot engagerade han sig bland annat för kvinnlig rösträtt och för införande av en invaliditets- och ålderdomsförsäkring. Han motionerade om förbud mot användande av bärplockningsmaskiner, kvinnlig rösträtt vid borgmästarval i Stockholm, lättare sätt för skatteuppbörd och förbud mot vinförsäljning i bod där annat än sprit och öl säljes. Sjöberg är begravd på Sankt Sigfrids kyrkogård i Skövde.